# Roeselia antennata
Roeselia antennata är en fjärilsart som beskrevs av Butler 1878. Roeselia antennata ingår i släktet Roeselia och familjen trågspinnare. Inga underarter finns listade.